# اغورلو خان شاملو
اغورلوخان شاملو در زمان شاه عباس بزرگ از شمار ایشیک آقاسیان بود، و پس از قتل زینل خان شاملو در زمان شاه صفی بپایه ایشیک آقاسی باشی رسید.

## ایشیک آقاسی باشی
ایشیک آقاسی باشی (ریاست تشریفات دربار شاهی) را بعهده داشت. تذکره الملوک وظایف او را چنین شرح می‌دهد:
مشارٌ‌الیه ریش سفید کل یساولان صحبتو ایشیک آقاسیان دیوان و آقایان قاپوچیان دیوان و یساولان و جارچیان دیوان و امور نسق مجلس از جماعت مجلس نشین و ترتیب نشستن مجلس نشینان و ایستادگان مجلس از اعلی تا ادنا متعلق به ایشیک آقاسی باشی دیوان، و اگر خلاف قاعده در ترتیب قواعد مجلس بهمرسد از ایشیک آقاسی باشی بازخواست می‌شد
.
ایشیک آقاسیان که زیر دست ایشیک آقاسی باشی بکار می‌پرداختند، بنا بنوشته تذکره الملوک از میان (اُمرازاده وغیر از امرازاده از آقایان معتبر هر کدام لیاقت خدمت حضور دارند) برگزیده می‌شدند تا در دربار بکار پردازند. مشکوی شاهی (حرم) نیز خود ایشیک آقاسی باشی جداگانه‌ای داشت.
ایشیک آقاسی باشی نیز چون قورچی باشی یکی از سران هفتگانه دربار صفوی بحساب می‌آید. چنان‌که گذشت اغورلوخان شاملو ایشیک آقاسی باشی دربار شاه صفی بود. شاه صفی در میان پادشاهان صفوی بخون ریزی و سنگدلی نامور است.
نوشته‌اند هنگامیکه بجهان پا گذاشت دست‌های او پر از خون بود. چون شاه عباس آگاه شد گفت اگراین پسر به شاهی برسد خون‌های بسیار خواهد ریخت. به همین سبب بود که بدستور شاه او را در مشکوی بزرگ کردند و به او تریاک می‌خوراندند تا سست رأی و ناتوان بار آید.
سیزده سال و نیم شاهی او همراه با کشتار بسیار بود. شاه صفی پس از قتل امام‌قلی خان، اغورلوخان ایشیک آقاسی باشی را به ولایت‌های کهگیلویه و فارس بشیراز فرستاد. تا بازماندگان فرزندان خان را که بگفته‌ای پنجاه ودو نفر بودند بکشد، یا کور سازد.
اسکندر بیک در ذیل عالم‌آرای عباسی می‌نویسد:
مقرر گردید که از ورود بآن حدود سایر اولاد امامقلیخان را معروض تبع سیاست گردانیده، در مملکت فارس از ایشان اثر و نشان نگذارد؛ و بمقتضای قضا چون در خدمت مرجوعه مساهله و مدارا نموده بود، بجرم آن غفلت و کم خدمتی از ایالت کوه کیلویه معزول گردید و بمنصب ایشیک آقاسی باشیگری قناعت گزید.
اغورلوخان چنان‌که گذشت بفارس رفت. نوشته‌اند که از بازماندگان خان فارس بجز دو کودک شیرخوار کسی بر جا نماند؛ و پاره‌ای دیگر از مورخین نوشته‌اند که تنها یکی از پسران او توانست با مادر خویش بحدود بصره بگریزد.
شاید سبب بر کناری اغورلوخان، ناخرسندی شاه از او همین باقیماندن دو کودک، یا فرار یکی از پسران خان فارس باشد، که بنا بنوشته اسکندر بیک اهل مدارا به‌شمار آمده‌است.

## سرنوشت اغورلوخان
در آغاز سال ۱۰۴۳ هجری هنگامیکه شاه صفی در ییلاق سهند بسر می‌برد، شب جمعه دوم صفر طالب خان وزیر و جمعی از سران قزلباش از جمله حسنخان شاملو بیگلربیگی خراسان، اغورلوخان شاملو ایشیک آقاسی باش و حسن بیک یساول صحبت داماد وزیر، در چادر طالب خان گرد آمده و به می‌گساری نشستند. نیمه‌های شب بهرام بیک استاجلو کشیکچی باشی به چادر وزیر آمد، و از اغورلوخان خواست تا بر سر کشیک خود بخرگاه شاهی رود. وزیر که مجلس را گرم یافته بود از کشیک چی باشی خواست که اغورلوخان را ساعتی از کشیک معاف دارد. اما کشیک چی باشی پافشاری کرد، و کار بمجادله کشید. تا آنکه بدستور وزیر، بهرام بیک را از چادر بیرون افکندند. پس از آن ماجرا، اغورخان و حسن بیک مست و بی‌خبر بخرگاه شاهی رفتند. در پشت خوابگاه شاه کار ستیزه و گفتگوی بهرام بیک و اغورلوخان بالاگرفت، و سرانجام اغورلوخان با چوبدست خود بر سر بهرام بیک کوبید و خون بر سر و روی او روان شد. شاه صفی در خوابگاه بیدار بود و بآنچه بیرون خوابگاه می‌گذشت گوش می‌داد. فردا صبح بهرام بیک با سر و روی خون آلود بدادخواهی نزد شاه رفت، و شاه دستور دادرسی داد. مجلس دادرسی در چادر حسنخان بیگلربیگی خراسان که آنروز شاه در آنجا مهمان بود بر پا شد. طالب خان وزیر برسم همیشگی که با شاه به سبب جوانی بگستاخی سخن می‌گفت، آنروز نیز چنین کرد. شاه که از رفتار او دلی پر خون داشت، از او پرسید کوچک شمردن ولینعمت را مجازات چیست؟ وزیر بی‌خبر پاسخ داد مرگ. شاه نیز بی‌درنگ شمشیرش را در شکم وزیر فروبرد، و غلامان را دستور داد تا سر او را با تبرزین فرو کوفتند و وزیر را از بند زندگی رهاندند. یکی از غلامان که بی تاب شده بود، ونتوانست خود داری کند و چشم خود را بسوی دیگر دوخت. شاه متوجه این رفتار شد و فرمان داد تا چشمان بگفته شاه (ظریف) او را از کاسه درآوردند. قربانی دیگر این واقعه قاضی محسن یکی از فضلای عصر بود، که چون تاب دیدن مرگ دردناک طالب خان را نیاورد، پابرهنه از خیمه بیرون دوید. شاه چون از کار وزیر آسوده شد، قاضی را نیافت، چون از او پرسید مخالفین قاضی کار او را جانبداری از وزیر جلوه گر ساختند.
شاه نیز دستورداد چشم و گوش و بینی قاضی را کندند، و دست و پای او را بریدند و در میدان افکندند. این خون ریزی به همین جا پایان نیافت زیرا هنوز دو قهرمان دیگر این ماجرا زنده بودند. حسن بیک یساول که داماد وزیر بود، چون از حادثه باخبر گردید آشفته وارد خیمه حسنخان بیگلربیگی گردید، و بی اجازه بسوی شاه رفت. حسنخان راه را بر او بست و شمشیرش را گرفت و با اشاره شاه در شکمش فرو برد.
اغورلوخان آنروز صبحگاه در درگاه حاضر نبود، و با آنکه کسی چون او باید پیش‌بینی چنین ماجرائی را می‌کرد. بی‌خبر و بی‌خیال بحمام رفته بود.
اسکندربیک در ذیل عالم آرای می‌نویسد:
در طریق و آداب صوفیان سلسله علیه صفویه بر اغورلوخان لازم بود، که بر تقصیر و گناه خود معترف باشد و بتوحید خانه همایون پناه جسته و خود را در سلک گنه کاران شمرده و از مرشد کامل استدعای عفو گناه خود خواسته باشد، و تا رضای مرشد کامل حاصل نشود از توحیدخانه بیرون نیامده در آنجا ملتجی باشد. او این مقدمه را سهل انگاشته وقعی ننهاده صباح آن روز نیز بخدمت نیامده بود این معنی موجب مزید غبار خاطر اشرف گشت.
شاه دو تن از سرداران به نام علیقلی بیگ و قزاق خان چرکس را مأمور کشتن اغورلوخان کرد. این دو تن که از دوستان اغورلو بودند، هنگامی وارد حکام شدند که اغورلو لباس می‌پوشید. اغورلو خان دریافت که آندو خبر خوشی نیاورده‌اند. اما بسیار دیر دریافت. زیرا پس از گفتگوی کوتاهی سر اغورلوخان از بدن جدا شد، و بشیوه آنروزگار علیقلی خان گونه او را سوراخ کرد و انگشت در آن افکند و نزد شاه برد. نوشته‌اند که اغورلوخان نیز مانند بسیار از سرداران قزلباش دارای سبیلی بلند بود. به‌طوری‌که آن را از دو سو دور گردن می‌پیچیدند وباز دو سر آن بدهانش می‌رسد. اغورلو به سبیل خود که دردربار شاه صفی انگشت‌نما بود خیلی می‌بالید. چون سر اغورلو را نزد شاه گذاشتند شاه صفی با عصای خود ضربتی چند بر آن زد و گفت اغورلو مرد باهوش وزیرکی بودی متأثرم که ترا بدینصورت می‌بینم ولی چه می‌شود کرد خودت خواستی که چنین شود مخصوصاً برای سبیل‌های قشنگ مردانه ات خیلی متأسفم.
پس از مرگ اغورلوخان شاه پسر او را احضار کرد و عقیده اش را دربارهٔ مرگ پدر پرسید: واو چاپلوسانه پاسخ داد که (جانثار بجز قبله عالم پدری ندارد) و این خوش آمد گوئی دارائی پدرش را که معمولاً باید بسود شاه ضبط شود نجات داد، و خود نیز بعدها در دربار شاه صفی بکار گماشته شد.

## پی‌نوشت
1. ↑  سمسار، هنر و مردم، ١٥.
2. ↑  "تذکرة الملوک"، اثر میرزا سمیعا، محمد سمیع، در حدود سال ۱۱۴۵ ه. ق نوشته شده‌است. متن کتاب تذکرةالملوک از تشکیلات اداری و دربار و طبقات و مشاغل و مناصب و عواید دوران صفویه سخن می‌دارد و حاوی اطلاعاتی دربارهٔ حکام و ولایتها و سرحد داران آن زمان و میزان درآمد و نیروی لشکری آنان است و ظاهراً به دستور اشرف افغان و به دست کسی که خود از مبانی تشکیلات اداری صفوی آگاهی کامل داشته، به رشته تحریر درآمده‌است.
3. ↑  "یساول صحبت" کسی بود که سفیران و دیگران را بحضور شاه راهنمائی می‌کرد.
4. ↑  سمسار، هنر و مردم، ١٥.
5. ↑  سمسار، هنر و مردم، ١٨.
6. ↑  سمسار، هنر و مردم، ١٨.